# Hermann Lang

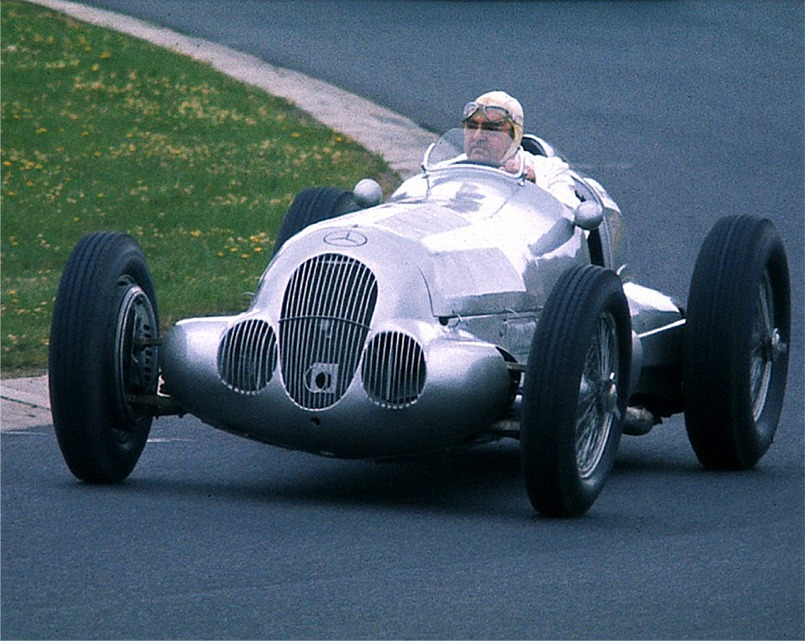
Hermann Lang na Mercedes-Benz W 125 (Nürburgring 1977)

Hermann Albert Lang (6. dubna 1909 – 19. října 1987) byl německý motocyklový a automobilový závodník.

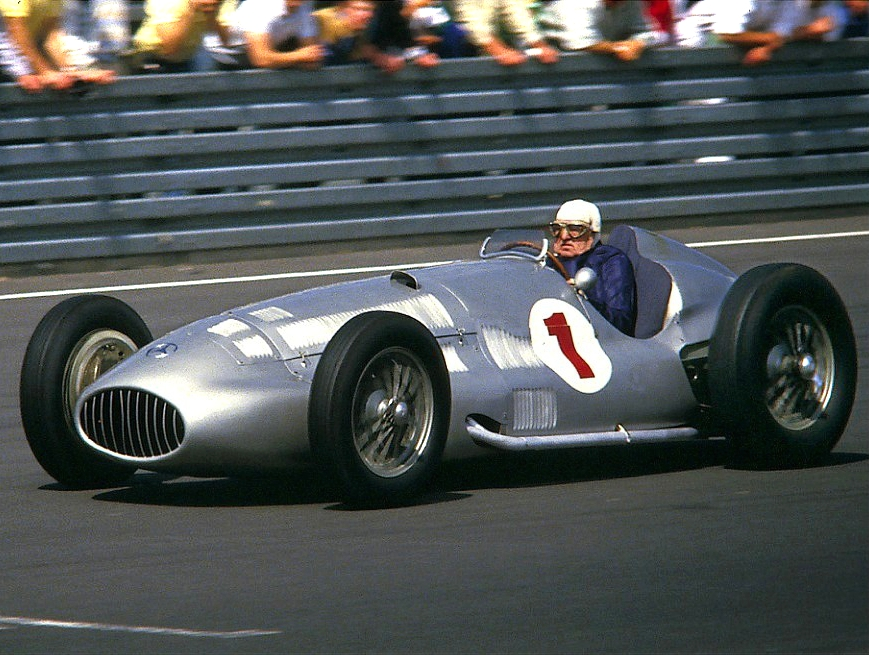
Hermann Lang na Mercedes-Benz W 154 II při Oldtimer-GP AVD (Nürburgring 1986)

## Životopis
Hermann Lang se narodil do dělnické rodiny 6. dubna 1909 v Cannstattu na předměstí Stuttgartu v německém Bádensku-Württembersku. Lang pocházel ze skromných poměrů. Byl nejmladším ze čtyř bratrů. Vyučil se mechanikem v místním motocyklovém servisu. Když mu bylo 14 let, zemřel mu otec, a Hermann musel začít pracovat, aby pomohl uživit rodinu. Se starším motocyklem, který si koupil a pracoval na něm ve svém volném čase, vyhrál první závod, do kterého nastoupil, třídu do 600 ccm na okruhu kolem zámečku Solitude ve Stuttgartu (9. září 1928). Trať v délce 66,9 km ujel za 45:31 min a dosáhl průměrné rychlosti 88 km/h. Jeho kariéra začínala stejně jako v případě mnoha jiných jezdců na motorkách. 
Oba jeho bratři Albert a Karl přišli v motorsportu o život, ale Hermann se navzdory své matce i budoucí ženě rozhodl pokračovat. Brzy měl však namále i on. Vážně se zranil při nehodě, ve které zahynuli jiní dva jezdci, a když se zotavil, přišel kvůli krizi o práci. Lang byl velmi klidný, tichý a skromný. Žil jen pro svou rodinu a jeho cílem bylo našetřit si na vlastní dům. V době světové hospodářské krize jeho závodní, motocyklová kariéra skončila. Musel si najít práci jako kameník a později jako strojvedoucí na lokomotivě až v roce 1933 našel práci u firmy Mercedes-Benz jako mechanik.
Lang musel jako "proletář" bojovat s dobovými názory, že závodní jezdci mají být pouze „džentlmeni“ z horních 10000. Lang měl velmi dobré předpoklady na technické know-how. Mercedes mu nabídl v roce 1935 místo rezervního jezdce v závodním týmu. Nicméně i přes jeho schopnosti, pozdější závodní úspěchy a jeho oblibu u závodních fanoušků nebylo zařazení do týmu "stříbrných šípů" Mercedes  snadné. Ten se skládal z bohatých a aristokratických jezdců, kteří se dívali přes prsty na nevzdělaného "dělníka" Langa, a vždy s ním bylo zacházeno jako s outsiderem. Lang byl nesmírně oblíbený u svých přátel mechaniků, ale méně u svých týmových kolegů. Traduje se historka, že Von Brauchitsch někdy ve třicátých letech navštívil se spolujezdci z týmu Mercedes-Benz luxusní berlínský bar Roxy a zavolal číšníka. "Láhev šampaňského pro pana Caracciolu a mě," řekl velitelsky. "A pivo pro Langa."
Kromě toho, že byl Lang rychlým jezdcem, jeho předností také bylo v tom, že byl bývalým mechanikem, měl tedy mnoho znalostí o mechanice vozů a uměl poskytnout technickou zpětnou vazbu při testování a závodech šéfkonstruktérovi Rudolfu Uhlenhautovi. Langův přirozený cit pro strojní zařízení znamenal, že dokázal svá auta nastavit tak, že byla rychlejší než vozy jeho soupeřů. 
Lang si zahrál i ve filmu. V roce 1938 ve filmu Když hvězdy svítí (Es leuchten die Sterne) ztvárnil sám sebe. V krátkých scénách se objeví téměř všichni známí němečtí umělci a umělkyně, ba dokonce vedle Anny Ondrákové i Max Schmeling a automobiloví závodníci Caracciola, Brauchitsch, Lang. Tito v nejvtipnější revuální scéně, kde na mostě, který filmem spojuje říši snů, pohádek a dějin se skutečností, nastupují samostatně i v zástupech jednotlivé postavy a výjevy z filmů všech dob.
Rok 1939 byl Langovým rokem a ovládl sezónu Velkých cen s 5 velkými vítězstvími. I když se o konečných výsledcích šampionátu v roce 1939 vedou spory, nikdo nemohl popřít, že Lang byl přinejmenším morálním šampiónem. Válka přerušila Langovu kariéru, když byl na samém vrcholu. Po válce dosáhl úspěchů spíše ve sportovních vozech než v závodech Grand Prix. Lang dovezl Mercedes-Benz 300 SL k vítězství v Le Mans 1952 a ve stejném roce skončil 2. na závodě Carrera Panamericana.
V roce 1953 vydal svou autobiografii s názvem „Grand Prix Driver“ s předmluvou napsanou manažerem týmu Mercedes Alfredem Neubauerem. Vyšla v Německu, do angličtiny ji přeložil Charles Meisl a v roce 1954 vyšla v Anglii. Po ukončení závodní kariéry pracoval až do poloviny 70. let 20. století ve zkušebním oddělení továrny Mercedes-Benz  jako inspektor a tvrdošíjně zatajoval svou bývalou identitu. Hermann Lang zemřel 19. října 1987 v Bad Cannsattu ve věku 78 let.

## Závody na sidecarech (1928–1931)
V roce 1927 se rozhodl soutěžit ve třídě sajdkár na stroji Standard (600 cm³). Třídu sidecarů do 600 cm³ na okruhu Solitude ve Stuttgartu (9. září 1928) vyhrál. Trať v délce 66,9 km ujel za 45:31 min a dosáhl průměrné rychlosti 88 km/h.
O rok později (7. července 1929) závod kolem Solitude opět na sidecaru Standard do 600 cm³ vyhrál, když ze 7 jezdců na startu dojeli do cíle 4. Ceněný úspěch zaznamenal 17.-18. srpna 1929 na jednom z nejpopulárnějších závodu do vrchu v Evropě, na závodu do vrchu Klausen ve Švýcarsku. Trať začínající u Linthalu měřila 21,5 km a v průsmyku Klausenpass překonávala výši 1937 m n. m. Výškový rozdíl mezi startem a cílem je 1273 m, průměrné stoupání 6,21 % a maximální 8,5 %. Lang v tomto závodě vyhrál a průměrnou rychlostí 62,75 km/h vytvořil rekord kategorie sidecarů v čase 20:27,8 min. Na 17. ročníku závodu do vrchu Semmering 15. září 1929 vytvořil na sidecaru rekord kategorie v čase 7:52,3 min. Potom se 22. září 1929 zúčastnil vítězně na sidecaru Standard závodu do vrchu Ecce Homo a vytvořil rekord kategorie do 600 cm³ časem 6:17,6 min (celkově obsadil 12. místo).
V roce 1930 zvítězil 15. června na svém sidecaru Standard před 50000 diváky v závodu do vrchu Kesselberg (Kochel). V tomto roce svůj čas 10. srpna na Klausenpassu ještě vylepšil na 19:34,4 min (65,9 km/h). Na závodě do vrchu Schauinsland (Freiburg) 17. srpna v sidecarech do 600 cm³ obsadil 2. místo a kategorii do 1000 cm³ vyhrál. Závodům přihlíželo 60000 diváků.
V roce 1931 Hermann Lang zahájil sezonu 17. května dvojnásobným vítězstvím v závodu do vrchu Lückendorf u Žitavy. Vyhrál totiž jak kategorii do 600 (2:57,8 min) tak i přes 600 cm³ (2:36,6 min). Na sidecaru Standard se zúčastnil závodu do vrchu Zbraslav-Jíloviště, 31. května vyhrál kategorii sidecarů do 1000 cm³. Za vítězství obdržel od pořadatele akce AKRČs stříbrné pouzdro na cigarety. Závod do vrchu Schauinsland u Freiburgu se uskutečnil 26. srpna a v sidecarech v rekordní průměrné rychlosti 67,8 km/h zvítězil Lang. Ve dvaadvaceti letech vyhrál německý šampionát sidecarů v závodech do vrchu. Nejvyšší německý sportovní úřad motocyklový po přezkoušení výsledků udělil titul Mistrů Německa za rok 1931, v závodech do vrchu sidecarů do 1000 cm³ titul získal na stroji Standard Hermann Lang z Cannstadtu.
Nikdy však neztratil ze zřetele svůj cíl stát se automobilovým závodníkem a v roce 1935 se jeho sny staly skutečností.

## Závodní kariéra (1935–1939)
Velký zlom nastal, když Lang dostal práci v továrně Mercedes-Benz a stal se členem jejich týmu pro automobilové závody Grand Prix. Byl jmenován hlavním mechanikem modelu Mercedes-Benz W25A pro italskou hvězdu Luigiho Fagioliho, který opustil Alfu Romeo, aby se připojil k nově vzniklému továrnímu týmu Mercedes, jehož součástí byli také Rudolf Caracciola a Manfred von Brauchitsch. Langův šéf Ludwig Krauss věděl o Hermannově úspěších v závodech motocyklů a na jaře 1934 ho navrhl manažeru Alfredu Neubauerovi na pozici rezervního jezdce týmu. Po velmi úspěšné sezóně (1934), ve které Fagioli vyhrál Velkou cenu Itálie i Španělska, dostal Hermann Lang v roce 1935 šanci jezdit za tým Mercedes. Během testů v Monze se dobře uplatnil jako jezdec a následně byl "povýšen" závodním manažerem Alfredem Neubauerem alespoň do pozice rezervního jezdce. První dobré umístění získal 5. místem na nemistrovském závodě ADAC Eifelrennen 16. června 1935 na Nürburgringu. To startoval jako 4. jezdec v týmu stříbrných šípů na voze Mercedes-Benz W25A se slabším motorem o zdvihovém objemu 3,4 l. Ostatní už jeli na modernizovaném voze s motorem o objemu 4,0 l. Na mistrovských závodech, Velké ceně Německa a na Velké ceně Itálie nedojel do cíle, ale poprvé v mistrovství Evropy zabodoval 6. místem na Velké ceně Švýcarska (okruh Bremgarten u Bernu) 25. srpna 1935. Celkem dostal v mistrovských závodech 45 bodů a obsadil 12. místo.

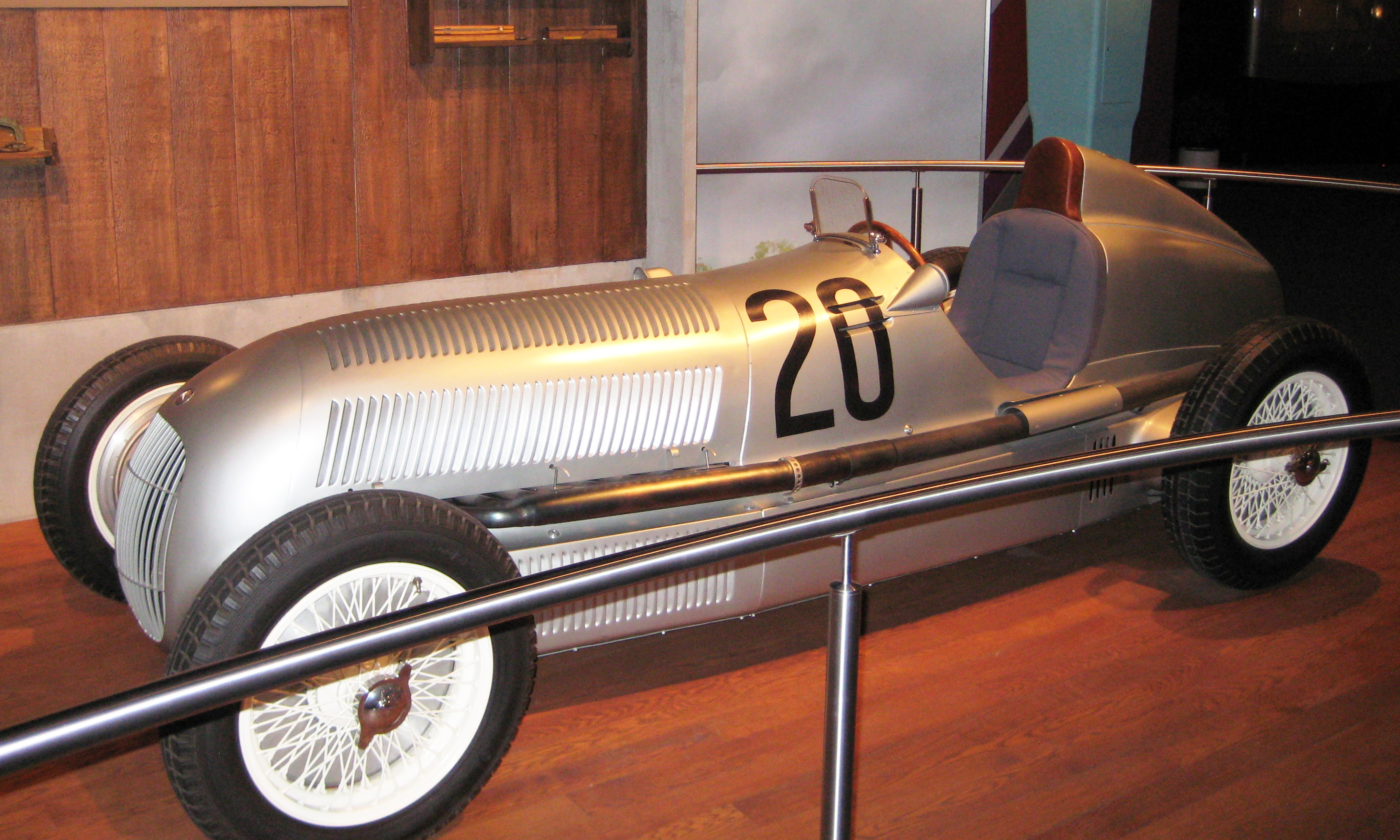
Mercedes-Benz W25C. Se st. č. 20 startoval Hermann Lang do Velké ceny Německa v roce 1936

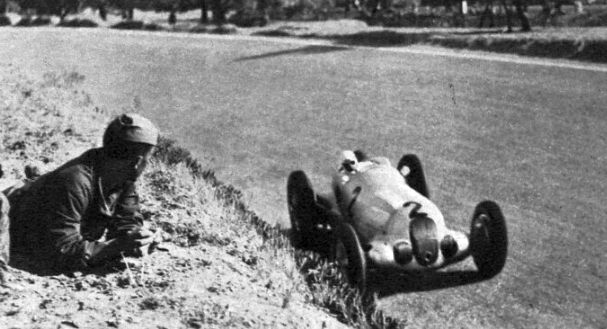
Hermann Lang na Mercedesu W125 při Velké ceně Tripolisu (1937)

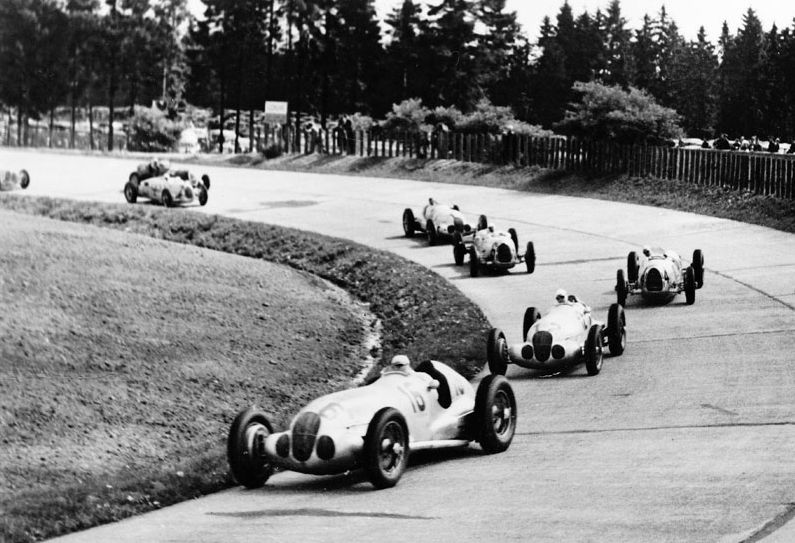
Krátce po startu Velké ceny Německa v čele Lang před Caracciolou, oba Mercedes-Benz W125 (1937)

V roce 1936 zahájil sezonu účastí na 2 nemistrovských závodech: na Velké ceně Tripolisu, kde byl 10. května pouze jako rezervní jezdec a do závodu nezasáhl, a 14. června na XIV. ročníku ADAC Eifelrennen, kde obsadil 5. místo. V závodech ME v Německu nedojel (st. č. 20) a ve Švýcarsku bodoval 4. místem. Do Velké ceny Německa tým Mercedes-Benz přihlásil Rudolfa Caracciolu (st. č. 12), Manfreda von Brauchitsche (st. č. 14), Louise Chirona (st. č. 16), Luigiho Fagioliho (st. č. 18) a bývalého mechanika a nyní rezervního jezdce Hermanna Langa (st. č. 20). Po startu se v prvním kole dostal do čela Brauchitsch před týmovým kolegou Langem a Rosemeyerem (Auto Union). Když Brauchitsch ve druhém kole zpomalil, předjel ho a Langa Rosemeyer, který se dostal do vedení před Langem, které udržel až do osmého kola, kdy vyměnil pneumatiky. Poté vedl Lang, ale na začátku desátého kola se ujal vedení opět Rosemeyer, když Lang zastavil pro nové zadní pneumatiky. Když Caracciola (odpadl se svým vozem ve 3. kole pro poruchu dávkování paliva) nastoupil do Langova auta, diváci na to reagovali syčením a pískáním. Utichli ale, když se z reproduktoru ozvalo, že Lang si v prvním kole zlomil malíček pravé ruky. Trpěl velkými bolestmi, přesto dokázal odjet osm kol ve velkém stylu. Po ošetření byl připraven jako náhradní jezdec. K tomu skutečně došlo, když v 11. kole Brauchitsch zastavil na výměnu pneumatik a odstoupil. Lang překvapivě převzal jeho vůz. Dva vozy Mercedes-Benz skončily po 12. kole: Caracciola (odpadl na Langově vozu pro poruchu kompresoru) a Louis Chiron v havaroval, když se ve vysoké rychlosti převrátil. Do cíle dojely jen dva Mercedesy, Fagioli pátý a Brauchitsch sedmý. Na Brauchitschově voze dojel do cíle Lang, ale nebyl klasifikován, protože ujel jen 10 kol, zatímco Brauchitsch 11. Lang přesto podle tehdejších pravidel nějaké body dostal (5). V evropském šampionátu dostal Lang 26 bodů a mírně si oproti loňskému roku v ME pohoršil na 13. místo.

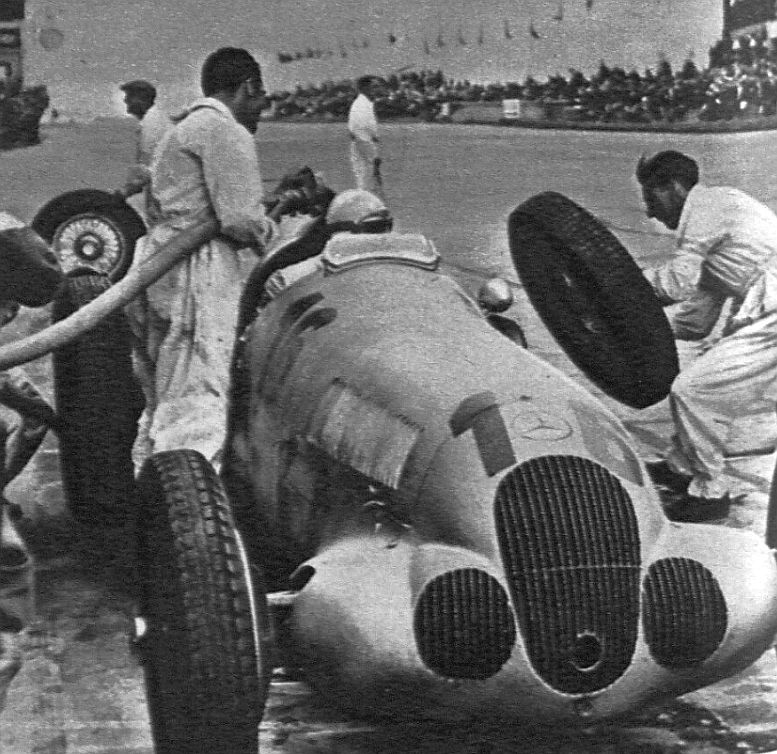
Hermann Lang v depu při tankování a výměně pneumatik (Velká cena Německa 1937)

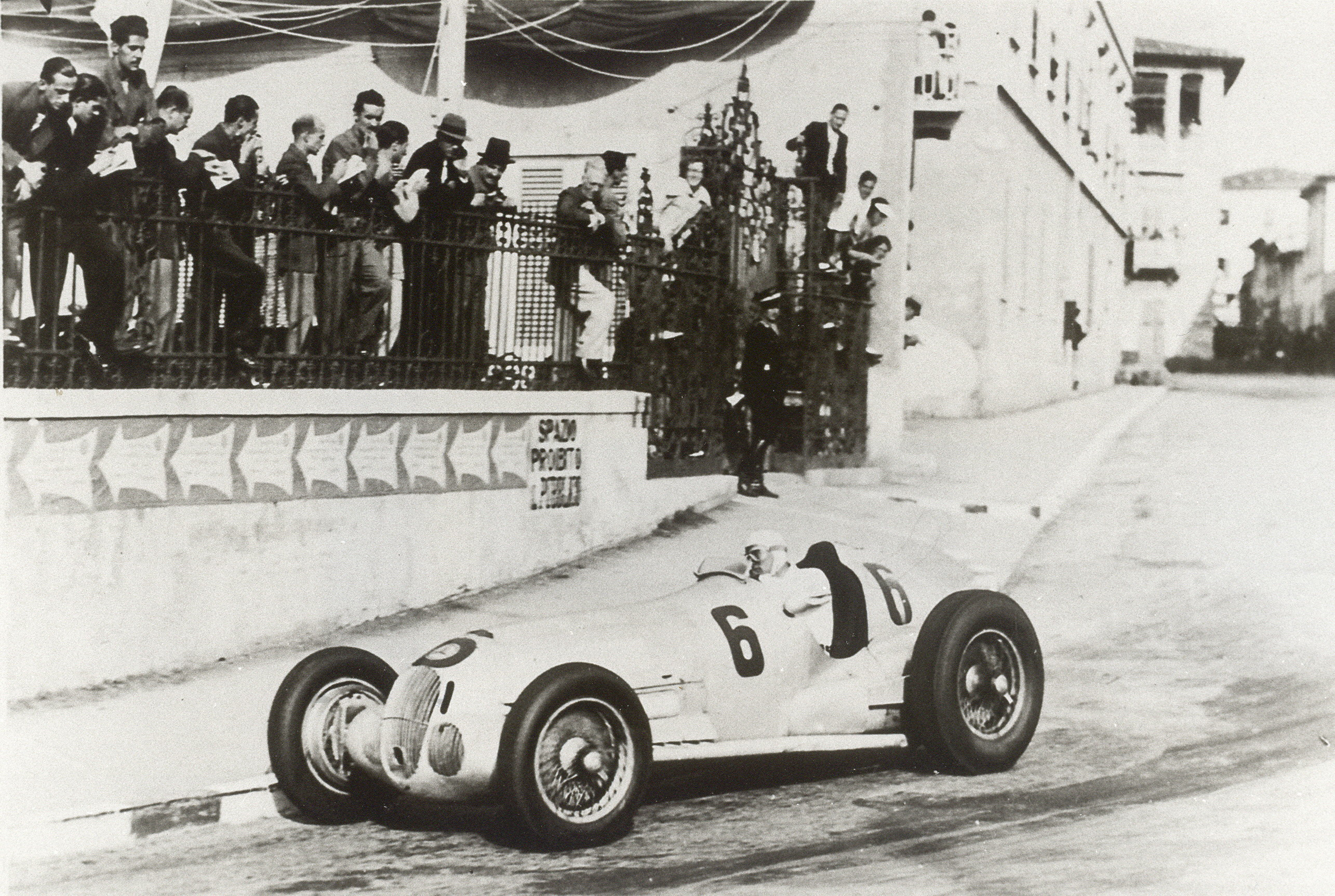
Hermann Lang, Mercedes-Benz W125, Velká cena Itálie 1937

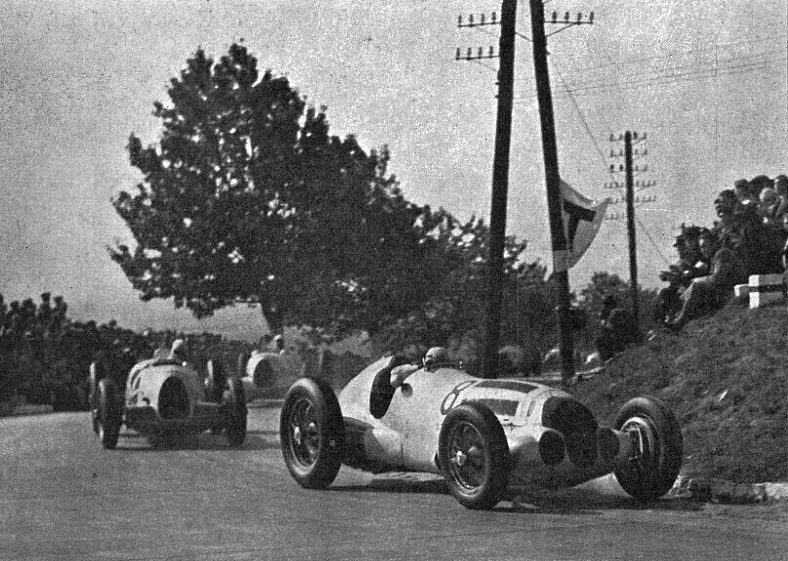
Hermann Lang na W 125 ještě v čele závodu na Masarykově okruhu (1937)

Jeho hvězdná kariéra se odehrála v letech 1937–1939. Ukázalo se, že je nejschopnější na vysokorychlostních závodních tratích a své první vítězství získal v roce 1937 ve Velké ceně Tripolisu na okruhu Autodromo di Mellaha v Libyi, která se jela 9. května. Krátce na to 30. května zvítězil v Německu v 6. ročníku mezinárodních závodů na Avusu. S Mercedesem-Benz W 125 na trati, která tehdy patřila k nejrychlejším závodním tratím na světě, dosáhl průměrné rychlosti 261,7 km/h, což byl na dlouhá léta v Evropě nejvyšší rychlostní průměr, jakého bylo v závodě dosaženo. O 14 dnů později (13. června) dojel na Nürburgringu v 15. ročníku závodu ADAC Eifelrennen na 6. místě. V závodech mistrovství Evropy sice ani jednou nezvítězil, ale sbíral pódiová anebo alespoň bodovaná umístění. V Belgii byl 3. (zajel v 18. kole nejrychlejší kolo závodu za 5:04,7 min tzn. 175,1 km/h), v Německu 7. společně s Brauchitschem, ve Švýcarsku 2. a v Itálii rovněž 2. V Monaku ač přihlášen, pro nemoc nestartoval. Celkem dostal 19 bodů a obsadil v mistrovství Evropy 2.-3. místo. V tomto roce poprvé startoval na Velké ceně Masarykově (26. září), ale nedojel do cíle pro havárii v 5. kole. Hned po startu vyrazil z pole position vpřed Lang následován Rosemeyerem, Brauchitschem, Caracciolou a Nuvolarim. V 5. kole Lang, který mezitím musel přepustit vedení Rosemayerovi, vyjel v zatáčkách mezi Žebětínem a Ostrovačicemi z trati a havaroval, přičemž zranil 11 lidí, z toho dva tak těžce, že zemřeli na operačním stole brněnské nemocnice, některým dalším musely být amputovány nohy. Lang, který byl při nehodě vymrštěn z vozu, se zranil poměrně lehce, vůz však byl zcela rozbit. Poslední dramatický moment v Brně zažil Hermann Lang v úrazové nemocnici ve městě, kam jej po čtvrté odpolední přivezl Neubauer k ošetření. Lékaři jej vzali na sál v okamžiku, kdy atmosféra velmi zhoustla. Zranění se ocitli tváří v tvář člověku, jenž seděl za volantem nešťastného automobilu. Lang přejel zdrceným pohledem všechny zúčastněné, obrátil se k nim a řekl: „Je mi to hrozně líto, ale já za to nemohu.“
V roce 1937 se novináři pokusili porovnávat jezdce a stroje podle průměrných rychlostí dosažených na jednotlivých závodech. V tomto pokusu zvítězil Hermann Lang svým výkonem na Avusu (261,7 km/h), druhý skončil Cobb na Napieru Railton (Goodwood, 218,8 km/h) a třetí opět Lang z Velké ceny Tripolisu 218 km/h.  V roce 1938 vyhrál pro Mercedes další dva závody: již standardně v Tripolisu (15. května), kde zvítězil v průměrné rychlosti 205,1 km/h, a prestižní Coppa Ciano u italského Livorna (7. srpna). V dalších nemistrovských závodech získal 2. místo společně s Caracciolou na Velké cena v Pau (10. dubna) a rovněž 2. místo ve Velké ceně v Doningtonu (22. září). V závodech mistrovství Evropy postupně obsadil 3. července 3. místo místo ve Francii (okruh Reims-Gueux, když byl nejrychlejší v tréninku s časem 2:39,2 min (176,970 km/h) a rovněž zajel nejrychlejší kolo závodu (58. kolo, 2:45,1 min, 170,6 km/h), 2. místo v Německu společně s Caracciolou, ale nebyl klasifikován - dostal 5 bodů za 50 % ujeté vzdálenosti (24. července) a 10. místo ve Švýcarsku (21. srpna). Na Velké ceně Itálie na Monze 11. září startoval z pole position za nejlepší čas v tréninku 2:32,8 min (165,2 km/h) a také zajel nejrychlejší kolo závodu (29. kolo, 2:34,2 min, 163,3 km/h), ale závod nedokončil pro poruchu motoru. Se 17 body obsadil v mistrovství Evropy 3. místo.
V roce 1939 si však získal definitivně respekt, když vyhrál pět z osmi závodů Grand Prix, na kterých startoval. V závodech mistrovství Evropy to bylo ve Velké ceně Belgie (nejrychlejší kolo v tréninku i v závodě, 163,2 km/h) a Velké ceně Švýcarska. Ve Velké ceně Francie zajel nejrychlejší kolo a vedl pole, ale problémy s motorem ho vyřadily ze závodu. Rovněž nedojel při Velké ceně Německa, byť byl nejrychlejší v tréninku 9:43,1 min (127,3 km/h). Na Nürgurgringu skončil hned v 2.kole pro poruchu motoru. Po závodě Langův vůz zkoumal šéfkonstruktér Rudolf Uhlenhaut, ale nenašel žádnou chybu. Rozzlobený Lang požadoval, aby byl motor na místě rozebrán, což pak odhalilo zadření pístu. Tento výpadek připravil Langa o regulérní titul mistra Evropy. Někým označovaná jako nemistrovská a jinými jako mistrovská Velká cena Jugoslávie na okruhu Kalemegdan Park v Bělehradu se jela 3. září 1939, tedy již po zahájení války. Přestože v Bělehradu startovalo pouze 5 vozů, jednalo se dramatický závod. Divoké tempo závodu udali Brauchitsch a Lang na Mercedesech. Afred Neubauer se snažil svou osobností udržet oba jezdce na uzdě, ale žádný z nich nedbal jeho pokynů. Lang stále dotíral na Brauchitsche, až kámen odlétnuvší od Brauchtischova vozu rozbil Langovi brýle a ještě mu poranil oko. Lang dojel pomalu do depa a vzdal. Neubauer zuřil. Nevyhrál ani Brauchitsch, protože udělal jezdeckou chybu a předstihl ho Nuvolari. Ziskem 14 bodů obsadil v mistrovství 2. místo, přestože žádné oficiální výsledky mistrovství 1939 nebyly vyhlášeny. Sezóna 1939 totiž byla přerušena 2. světovou válkou (problematická GP Jugoslávie a GP Itálie se vůbec nejela) a Lang obdržel tento titul mistra Evropy od německého automobilového úřadu NSKK místo oficiálního pařížského AIACR (kvůli válce se představitelé nemohli sejít). Podle bodů byl za lídra celkového pořadí považován závodník Hermann Müller (Auto Union), nikoli Lang, ale Němci (ONS – Oberste Nationale Sportbehörde für die Deutsche Kraftfahrt) použili systém bodování navržený prezidentem sportovní komise Belgického královského automobilového klubu (alternativní bodový systém podobný tomu, který se používal po válce u formule 1) a podle této alternativy by Lang v pořadí skutečně zvítězil. Nicméně Langův titul z roku 1939 byl tedy podivný a zpochybnitelný, ale i oficiální Mercedes-Benz Group Media ho uvádí jako mistra Evropy 1939.
Lang dále v roce 1939 zvítězil v nemistrovských závodech: ve Velké ceně v Pau ve Francii a ve Velké ceně Tripolisu, jeho třetí po sobě jdoucí vítězství. Lang startoval na 13. Velké ceně Tripolisu 7. května, která byla vypsána pro vozy třídy Voiturette (do 1,5 l zdvihového objemu) s novým vozem Mercedes-Benz W 165. Hermann Lang tento závod před Caracciolou vyhrál (oba na W 165). Tento typ Mercedes-Benz W 165 startoval v jediném závodě a vyhrál jej. V roce 1939 se Lang zúčastnil také závodů do vrchu v "anšlusovém" Rakousku, 11. června do Kahlenbergu u Vídně a 6. srpna Velké ceny Německa v závodech do vrchu na Großglockner. Oba závody vyhrál. To byly jediné dva závody, ve kterých Mercedes-Benz v letech 1937–1949 zvítězil.

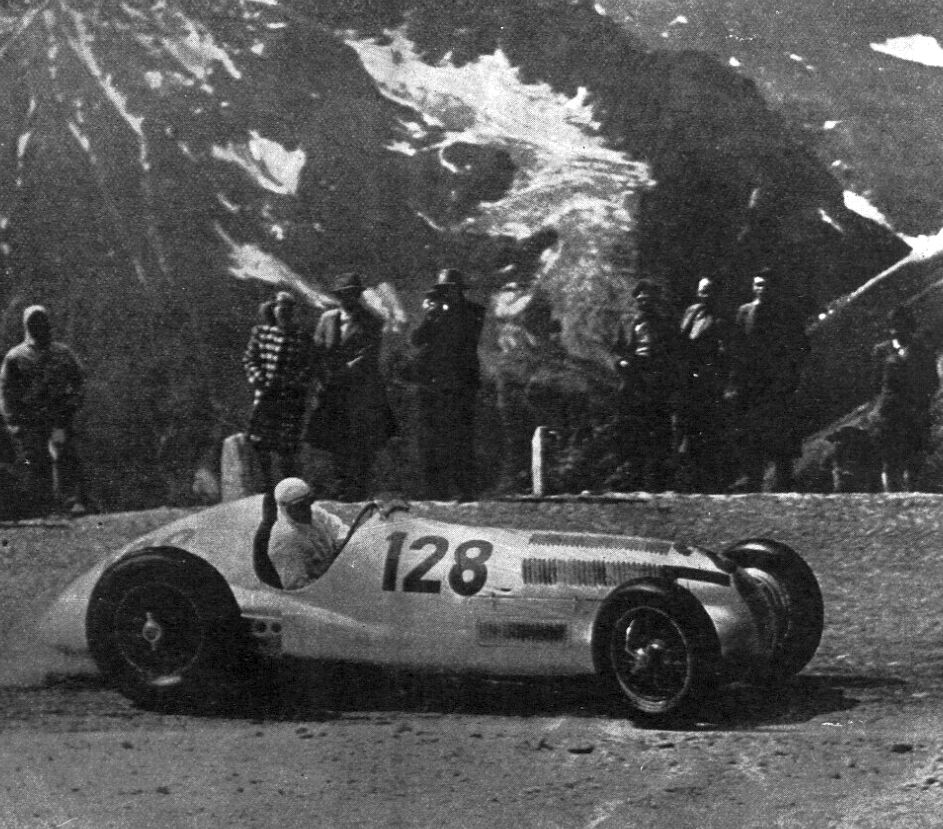
Hermann Lang, W 154, German Grand Prix in the Großglockner Hill Climb (1939)

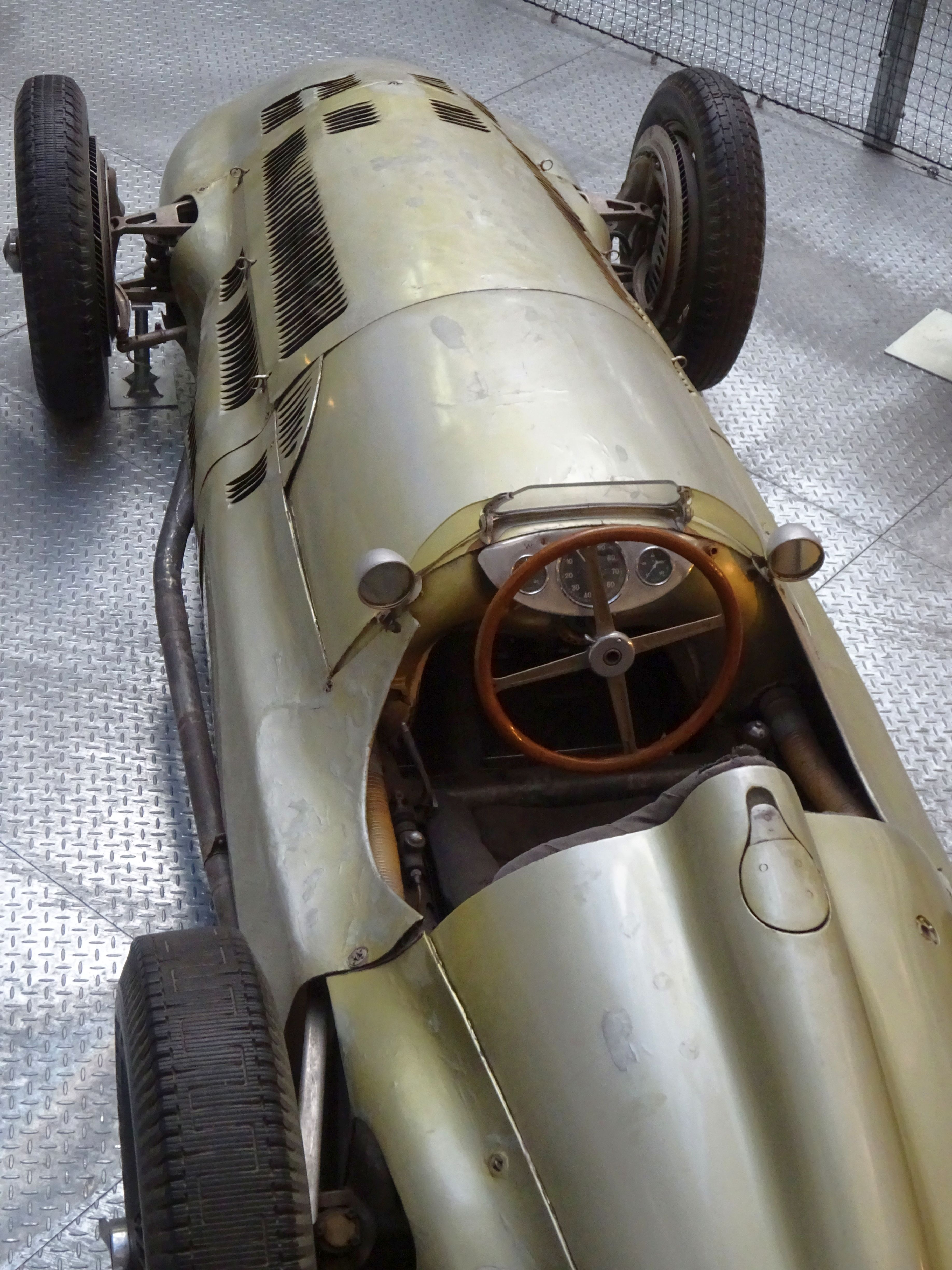
Mercedes-Benz W 154 II (1939), kokpit (NTM 2023)

### Kompletní výsledky Hermanna Langa v Mistrovství EvropyAIACR
| Legenda k tabulce | Legenda k tabulce                                                                       |
| Barva             | Výsledek                                                                                |
| ----------------- | --------------------------------------------------------------------------------------- |
| Zlatá             | Vítěz                                                                                   |
| Stříbrná          | 2. místo                                                                                |
| Bronzová          | 3. místo                                                                                |
| Zelená            | Bodované umístění                                                                       |
| Modrá             | Nebodované umístění                                                                     |
| Modrá             | Dokončil neklasifikován (NC)                                                            |
| Fialová           | Odstoupil (Ret)                                                                         |
| Červená           | Nekvalifikoval se (DNQ)                                                                 |
| Červená           | Nepředkvalifikoval se (DNPQ)                                                            |
| Černá             | Diskvalifikován (DSQ)                                                                   |
| Bílá              | Nestartoval (DNS)                                                                       |
| Bílá              | Závod zrušen (C)                                                                        |
| Světle modrá      | Pouze trénoval (PO)                                                                     |
| Světle modrá      | Páteční testovací jezdec (TD)                                                           |
| Bez barvy         | Netrénoval (DNP)                                                                        |
| Bez barvy         | Vyřazen (EX)                                                                            |
| Bez barvy         | Nepřijel (DNA)                                                                          |
| Bez barvy         | Odvolal účast (WD)                                                                      |
| Bez barvy         | Nezúčastnil se (prázdné)                                                                |
| Označení          | Význam                                                                                  |
| Tučnost           | Pole position                                                                           |
| Kurzíva           | Nejrychlejší kolo                                                                       |
| †                 | Jezdec nedojel do cíle, ale byl klasifikován, protože odjel více než 90 % délky závodu. |
| ‡                 | Byl udělován poloviční počet bodů, protože bylo odjeto méně než 75 % délky závodu.      |
| Horní index       | Umístění bodujících jezdců ve sprintu                                                   |

| Rok  | Tým             | Vůz                      | 1       | 2             | 3             | 4             | 5             | 6             | 7       | Umístění v ME | Body |
| ---- | --------------- | ------------------------ | ------- | ------------- | ------------- | ------------- | ------------- | ------------- | ------- | ------------- | ---- |
| 1935 | Daimler-Benz AG | Mercedes-Benz W25A, W25B | MON DNS | FRA DNS       | BEL DNS       | GER Ret (DNF) | SUI 6         | ITA Ret (DNF) | ESP DNS | 12            | 45   |
| 1936 | Daimler-Benz AG | Mercedes-Benz W25C       | MON DNS | GER Ret (DNF) | SUI 4         | ITA DNS       |               |               |         | 13            | 25   |
| 1937 | Daimler-Benz AG | Mercedes-Benz W125       | BEL 3   | GER 7         | MON DNS       | SUI 2         | ITA 2         |               |         | 3-4           | 19   |
| 1938 | Daimler-Benz AG | Mercedes-Benz W154       | FRA 3   | GER Ret (DNF) | SUI 10        | ITA Ret (DNF) |               |               |         | 3             | 17   |
| 1939 | Daimler-Benz AG | Mercedes-Benz W154       | BEL 1   | FRA Ret (DNF) | GER Ret (DNF) | SUI 1         | YUG Ret (DNF) |               |         | 2 (1)         | 14   |

Poznámka: Bodování Mistrovství Evropy bylo výrazně odlišné od dnešních závodů formule 1. Body byly udělovány takto: 1 bod na 1. pozici, 2 body na 2. pozici, 3 body za 3. místo, 4 body těm, kteří dokončili 75 % závodu, 5 bodů těm, kteří dokončili 50 % závodu, 6 bodů těm, kteří dokončili 25 % závodu, 7 bodů těm, kteří nedokončili 25 % závodu a 8 bodů pro ty, kteří nestartovali (čili čím méně bodů, tím lepší pořadí).

## Závodní kariéra (1946-1954)

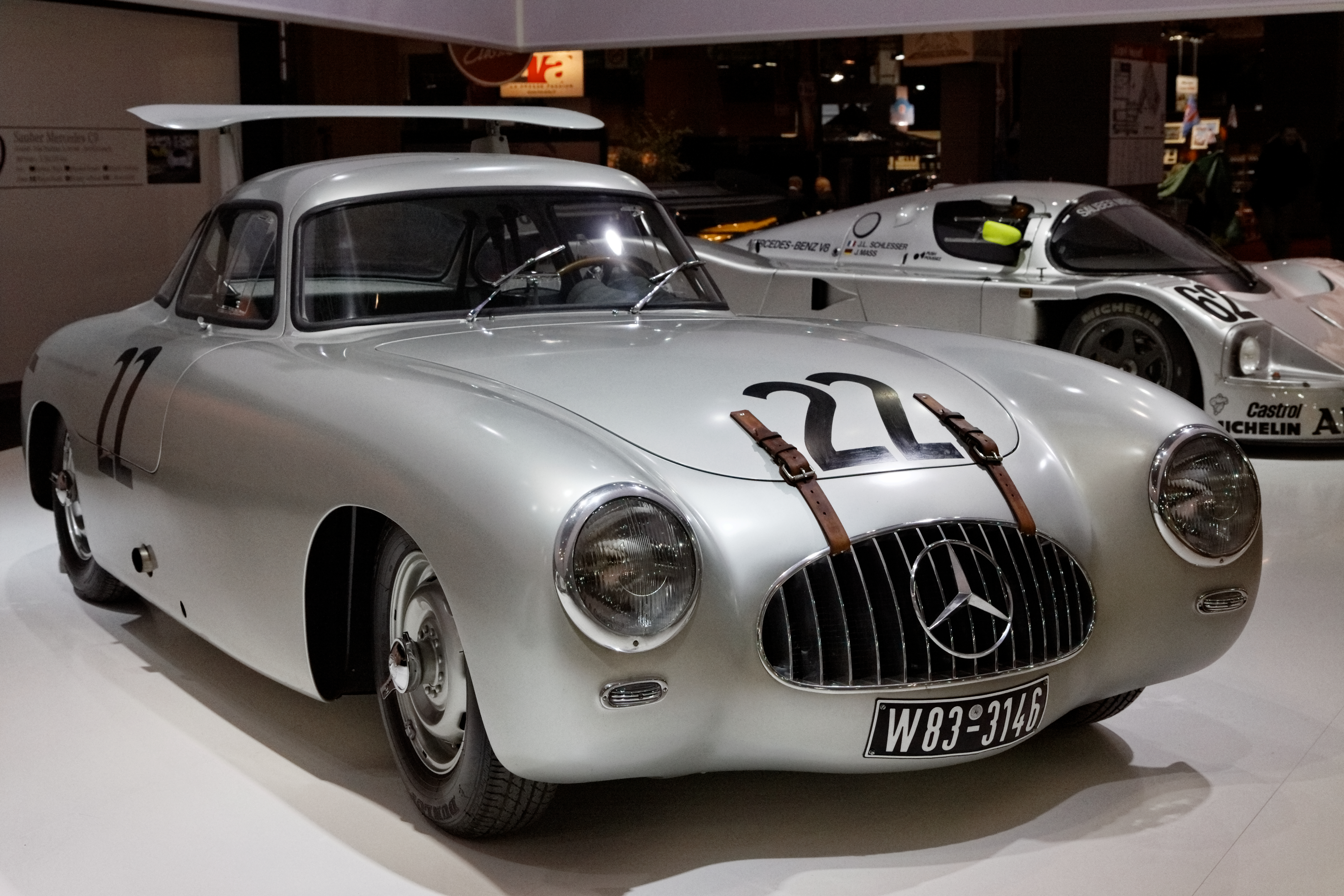
Mercedes-Benz 300 SL (vítěz Le Mans 1952) na Retromobile v Paříži 2012

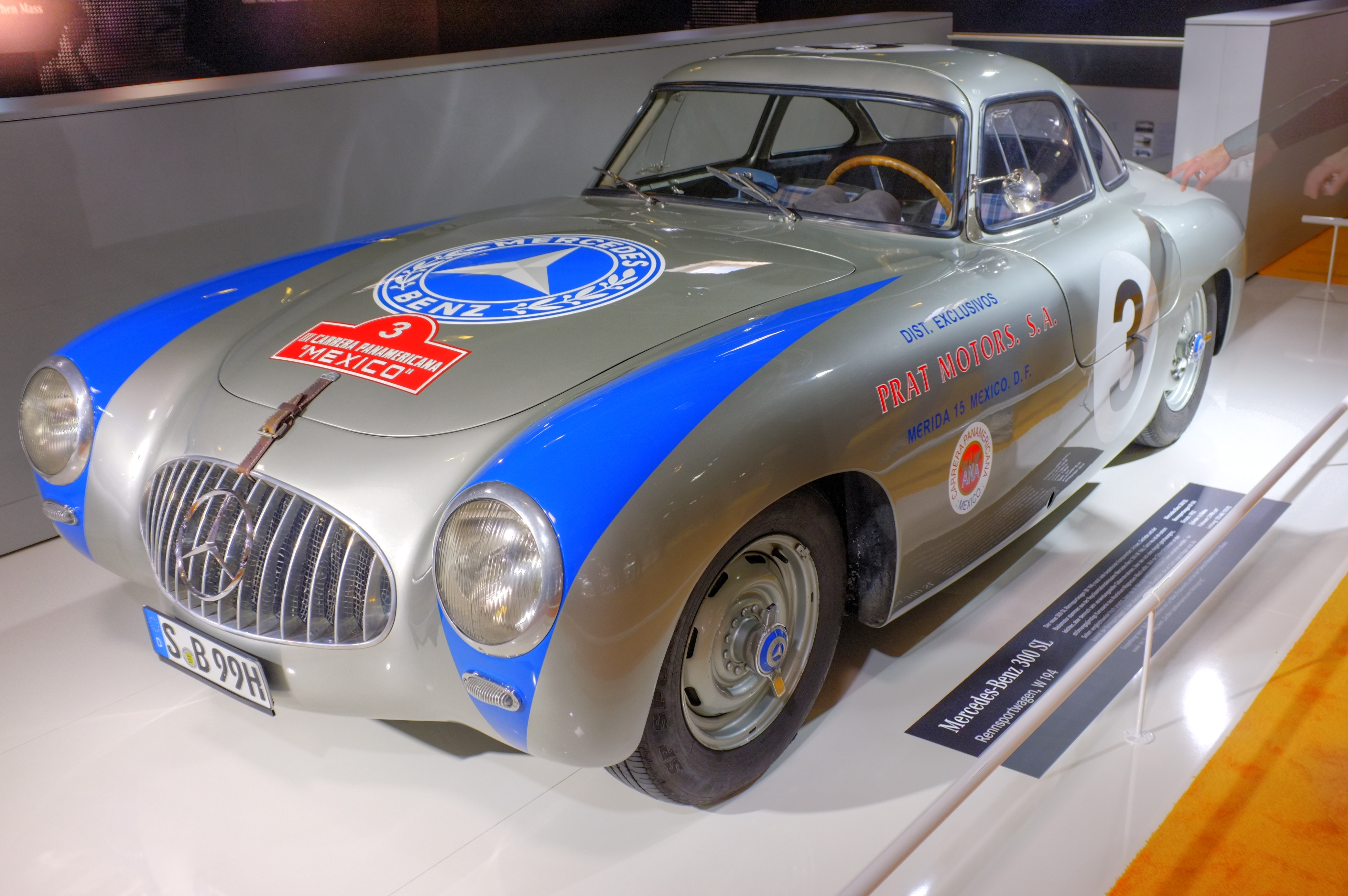
Mercedes-Benz 300 SL (W 194). Na tomto typu H. Lang a E. Grupp obsadili 2. místo v závodě Carrera Panamericana (1952)

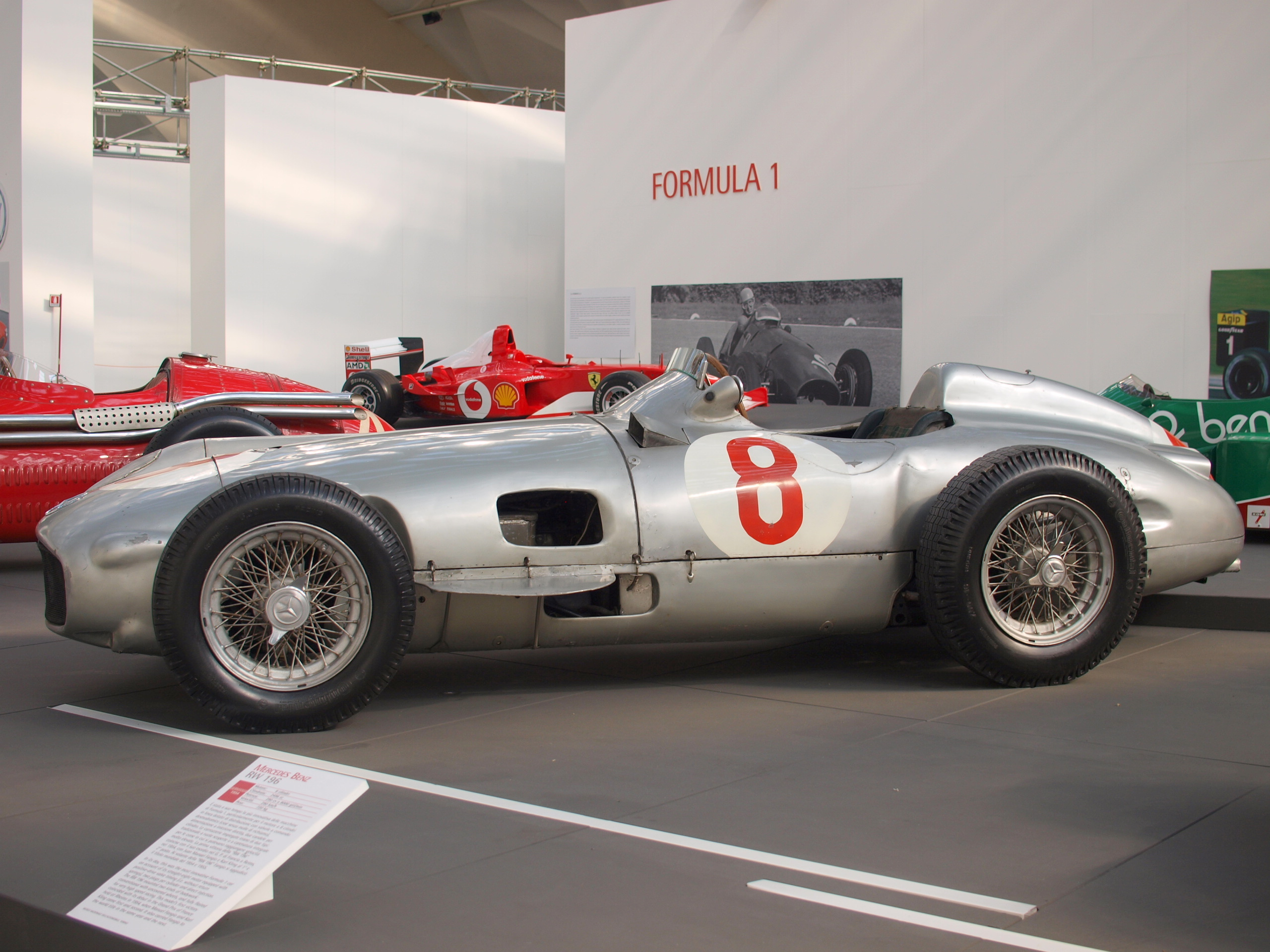
Mercedes-Benz W 196. Na tomto typu H. Lang ukončil kariéru (1954)

Začátek druhé světové války připravil Langa o nejlepší závodnická léta. Po skončení války se vrátil k závodění v roce 1946 jako soukromník. Na šest let starém, sportovním BMW 328 MM 2.0 dojel k vítězství v prvním poválečném závodě v Německu, který se konal v Ruhesteinu do horského průsmyku mezi údolím Murg a údolím Acher v severní části Černého lesa (Schwarzwald), na trati dlouhé 8 km (21. července 1946). V roce 1949 začal závodit ve sportovních autech a poté závodil také v závodech Formule 2 (Norisring), než se připojil k závodnímu týmu Mercedes na argentinském závodě o Velkou cenu prezidentky Evy Duarte de Peron v Buenos Aires v roce 1951. Kling, Lang a Fangio obsadili na vozech Mercedes-Benz W154 (3,0 l) 2., 3. a 6. místo. V druhém závodě Temporada International de Automovilismo (Circuito Costanera) na stejném voze obsadil Lang 2. místo. V roce 1952, ve věku 43 let, se spojil s Erwinem Gruppem resp. Fritzem Riessem pro závody sportovních vozů na ikonickém vozu Mercedes-Benz 300 SL (W194). V květnu jel s Erwinem Gruppem na Mille Miglia, ale pro nehodu závod nedokončili. Ve Velké ceně Bernu sportovních vozů 18. května Hermann Lang obsadil 2. místo. Největším úspěchem byl 20. ročník vytrvalostního závodu 24 hodin Le Mans 14. června 1952, který s F. Riessem v průměrné rychlosti 155,5 km/h vyhráli. Sám potom 3. srpna vyhrál na tomto voze 15. Velkou cenu Německa na Nürburgringu sportovních vozů. Na slavném závodě Carrera Panamericana 23. listopadu společně E. Gruppem na stejném voze obsadili 2. místo.
Startoval ještě v srpnu 1953 na dvoulitrovém Maserati A6GCS/53 v závodě 1000 km na Nürburgringu (Internationales ADAC-1000 km Rennen Weltmeisterschaftslauf Nürburgring), ale tam nedojel do cíle. Lang absolvoval i závod ve formuli 1 poté, co se jeden z jejich týmových jezdců zranil. S Maserati A6GCS/53 získal 2 body za páté místo ve Velké ceně Švýcarska 1953. V roce 1953 v celkovém pořadí ročníku obsadil 17. místo. 
Následující rok (1954) se Mercedes znovu připojil k závodům formule 1 Grand Prix a Lang se vrátil na další sezónu F1 za volant Mercedes-Benz W 196. Ale ve věku 45 let měl méně než úspěšnou kampaň, kdy ho v několika závodech nahradil jeden z mladších jezdců týmu. Jeho sezóna a kariéra skončila při Velké ceně Německa 1954 na Nürburgringu, Lang byl v měřeném tréninku 11. nejrychlejší a skončil v páté řadě startovního roštu. V samotném závodě, když jel po deseti kolech na 2. místě před svým týmovým kolegou Karlem Klingem, Kling zrychlil a předjel ho. Lang rovněž přidal, ale udělal hodiny a zhasl mu motor. Protože se mu nepodařilo uvést jej znovu do chodu v závodě skončil.  Lang poznal, že nadešel čas odejít ze závodění (bylo mu už 45 let), a vrátil se ke své práci v továrně Mercedes.

### Kompletní výsledky Hermanna Langa v Mistrovství světa formule 1FIA
| Rolk | Tým                       | Vůz                 | Motor                     | 1   | 2   | 3   | 4   | 5   | 6             | 7   | 8     | 9   | Umístění v MS F1 | Body |
| ---- | ------------------------- | ------------------- | ------------------------- | --- | --- | --- | --- | --- | ------------- | --- | ----- | --- | ---------------- | ---- |
| 1953 | Officine Alfieri Maserati | Maserati A6GCM/53   | Maserati A6 2.0 L6        | ARG | 500 | NED | BEL | FRA | GBR           | GER | SUI 5 | ITA | 17               | 2    |
| 1954 | Daimler-Benz AG           | Mercedes-Benz W 196 | Mercedes-Benz M196 2.5 L8 | ARG | 500 | BEL | FRA | GBR | GER Ret (DNF) | SUI | ITA   | ESP | NC               | 0    |

### Kompletní výsledky Hermanna Langa ve vytrvalostním závodě24 h Le Mans
| Rok  | Tým             | Spolujezdec | Vůz             | Třída | Ujetá vzdálenost      | Umístění | Umístění ve třídě |
| ---- | --------------- | ----------- | --------------- | ----- | --------------------- | -------- | ----------------- |
| 1952 | Daimler-Benz AG | Fritz Riess | Mercedes 300 SL | S 3.0 | 3733,800 km (277 kol) | 1        | 1                 |